# Castellum Dimmidi
Castellum Dimmidi était une place forte avancée dans Afrique romaine en bordure du désert du Sahara dans ce qui fait aujourd'hui partie de l'Algérie. Le site fut occupé de 198 à 238 apr. J.-C. environ par une garnison romaine. Il était relié par la voie militaire romaine à Gemellae et Gafsa. Les villes moderne de Demmed puis Messaad ont été bâties sur le site dans une oasis de l'oued Demmed.